# Mesves-sur-Loire
Mesves-sur-Loire ist eine französische Gemeinde mit 656 Einwohnern (Stand: 1. Januar 2022) im  Département Nièvre in der Region Bourgogne-Franche-Comté. Die Gemeinde gehört zum Arrondissement Cosne-Cours-sur-Loire und zum Kanton Pouilly-sur-Loire. Die Bewohner werden Mesverois und Mesveroises genannt.
Die Gemeinde verfügt über einen kleinen zweigleisigen Bahnhof namens Mesves-Bulcy mit der Bahnhofsnummer 87696187. Dieser liegt an der in den 80er-Jahren elektrifizierten Strecke Moret-Veneux-les-Sablons–Lyon-Perrache, es verkehren täglich sieben Züge von Paris-Bercy nach Clermont-Ferrand mit 160 km/h.

## Geografie
Mesves-sur-Loire liegt im Weinbaugebiet Pouilly-Fumé, etwa 38 Kilometer nordnordwestlich von Nevers am rechten Ufer der Loire. Hier nähert sich auch der Nebenfluss Mazou dem Loiretal, mündet aber erst in der nördlichen Nachbargemeinde. Umgeben wird Mesves-sur-Loire von den Nachbargemeinden Pouilly-sur-Loire im Norden, Bulcy im Osten, Varennes-lès-Narcy im Südosten, La Charité-sur-Loire im Süden, La Chapelle-Montlinard im Südwesten sowie Herry im Westen.
Durch die Gemeinde führt die Autoroute A77.
Die Gemeinde besitzt seit 1861 den Haltepunkt Mesves - Bulcy an der Bahnstrecke Moret-Veneux-les-Sablons–Lyon-Perrache, welcher von Zügen des TER Bourgogne-Franche-Comté der Verbindung Cosne-sur-Loire–Nevers bedient wird.

## Bevölkerungsentwicklung
| Jahr                       | 1962 | 1968 | 1975 | 1982 | 1990 | 1999 | 2006 | 2011 | 2016 |
| Einwohner                  | 522  | 471  | 493  | 471  | 495  | 547  | 637  | 672  | 707  |
| Quellen: Cassini und INSEE |      |      |      |      |      |      |      |      |      |

## Sehenswürdigkeiten
- Kirche Saint-Julien
- Mühle von Beauregard
- Zehntscheune aus dem 12. Jahrhundert, seit 1984 als Monument historique eingeschrieben
- Schloss Mouron aus dem 19. Jahrhundert, beherbergt heute ein Institut zur Behandlung von Kindern und Jugendlichen mit geistiger Behinderung, seit 2006 in Teilen als Monument historique eingeschrieben

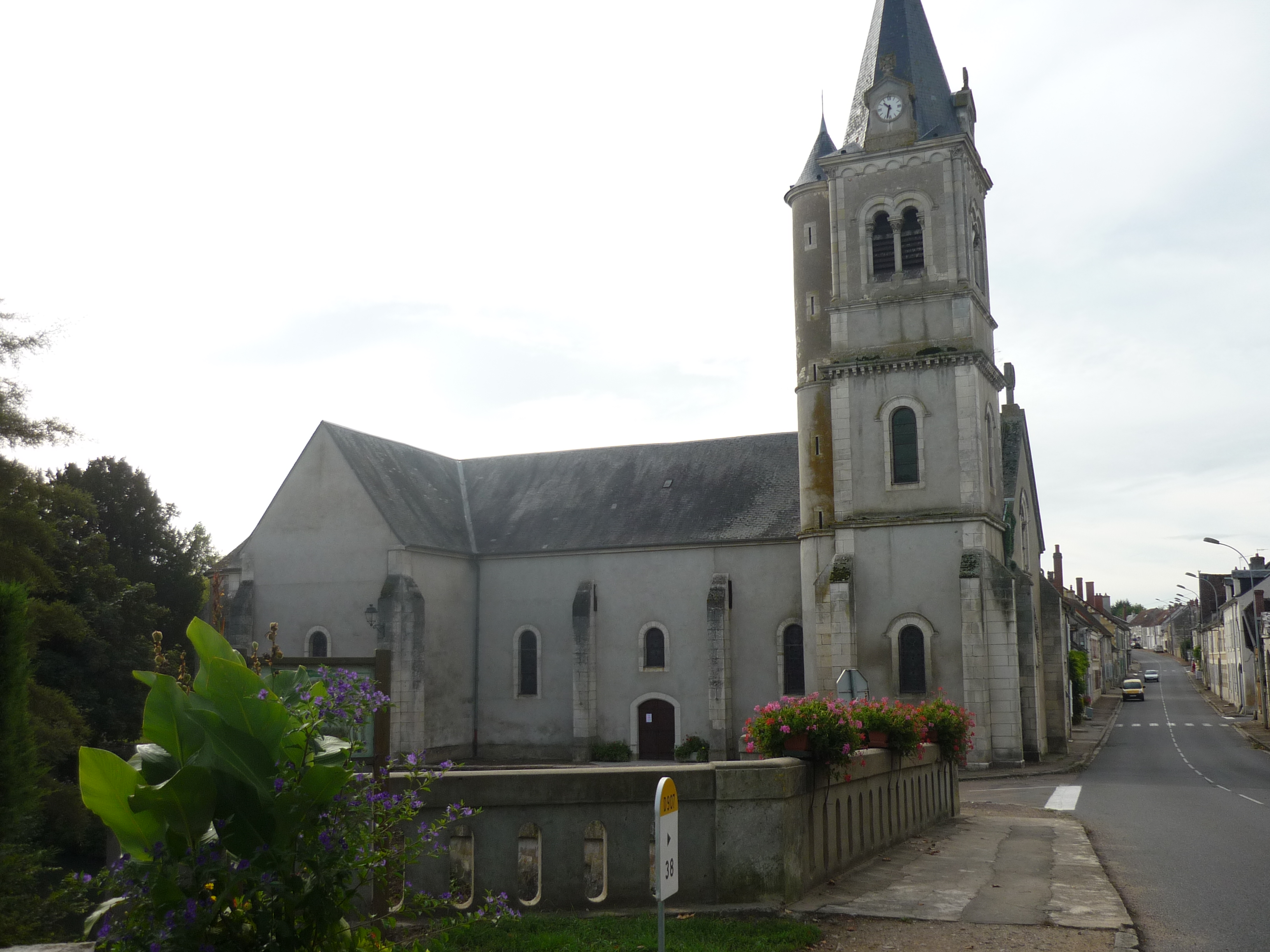
Kirche Saint-Julien
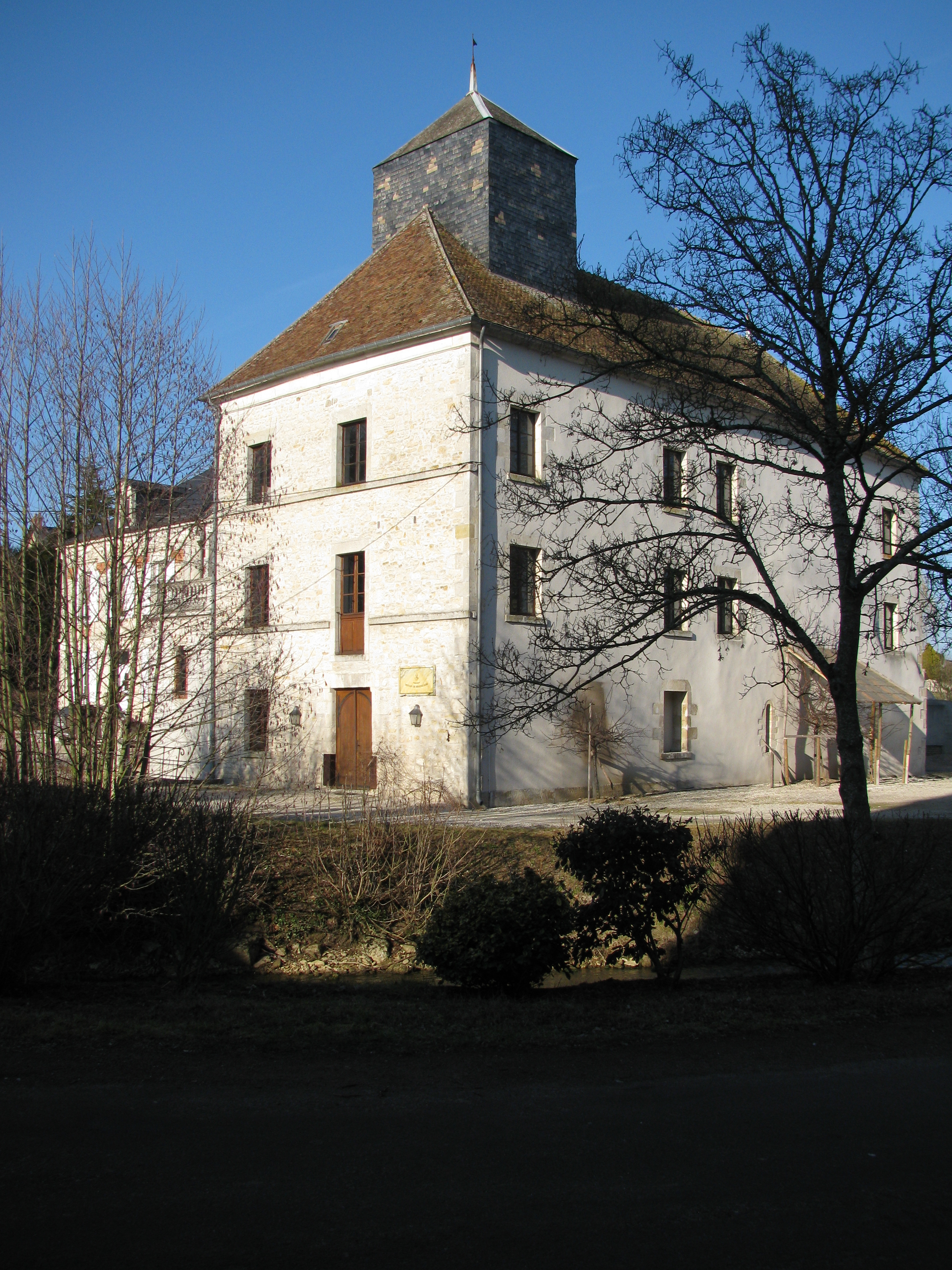
Mühle von Beauregard

## Persönlichkeiten
- Alfred Pina (1887–1966), italienischer Bildhauer, verstorben in Mesves sur Loire oder in La Charité-sur-Loire